# Wakamezake
Wakamezake (わかめ酒), također poznata kao wakame sake i sake s morskom travom je japanski izraz za konzumaciju alkoholnih pića sa ženskog tijela. Žena zatvara noge na taj način da trokut između njenih bedara i Venerinog brijega stvara svojevrsnu čašu, a potom ulijeva sake niz svoje grudi u ovaj trokut. Njen partner tada pije sake. Izraz dolazi od zamisli da ženske pubične dlake u sakeu podsjećaju na alge (wakame) koje plutaju u moru.